# Krzysztof Szczęsny Bakowiecki
Krzysztof Szczęsny Bakowiecki Mokosiej herbu Wukry – skarbnik wołyński w latach 1624-1626, pisarz królewski w 1623 roku, pisarz Metryki Ruskiej w latach 1616-1626.